# Rudy Ray Moore
Rudy Ray Moore   (Fort Smith, 17 de març de 1927 - Akron, 19 d'octubre de 2008) nom artistic de Rudolph Frank Moore va ser un comediant, músic, cantant, actor de cinema i productor de cinema estatunidenc. Va crear el personatge Dolemite, el proxeneta articulat de la pel·lícula Dolemite de 1975 i les seves seqüeles, The Human Tornado i The Return of Dolemite. La persona es va desenvolupar durant els seus primers registres de comèdia. Els enregistraments sovint mostraven a Moore lliurant poesia rimada plena de blasfèmies, que després li va valer a Moore el sobrenom de "El Padrí del Rap".

## Biografia
Moore va néixer i va créixer a Fort Smith, Arkansas, i finalment es va mudar a Cleveland, Ohio, i després a Milwaukee, Wisconsin. A Milwaukee, va predicar en esglésies i va treballar com a ballarí en un club nocturn. Va tornar a Cleveland, treballant en clubs com a cantant, ballarí i comediant, sovint apareixent en el personatge del Príncep DuMarr. Es va unir a l'Exèrcit dels Estats Units i va servir en una unitat d'entreteniment a Alemanya, on va ser sobrenomenat Harlem Hillbilly per cantar cançons country en estil R&B. Va desenvolupar un interès en la comèdia en l'Exèrcit després d'expandir-se en una actuació de cant per a altres militars.
Després de la seva alta de forma honorable va viure a Seattle, Washington i després a Los Angeles, on va continuar treballant en clubs i va ser descobert pel productor discogràfic Dootsie Williams.[ Va gravar cançons de ritme i blues per als segells Federal, Cash, Ball, Kent i Imperial entre 1955 i 1962, i va llançar els seus primers àlbums de comèdia, Below the Belt (1959), The Beatnik Scene (1962) i A Comedian Is Born (1964).
Pel seu propi compte, estava treballant en la famosa botiga de discos Dolphin's Of Hollywood a Los Angeles, Califòrnia, el 1970, quan va començar a escoltar històries obscenes de "Dolemite" explicades per un home local anomenat Rico. Moore va començar a gravar les històries i va assumir el paper de "Dolemite" en el seu acte de club i en els enregistraments. El 1970-71 va gravar tres àlbums de material, Eat Out More Often, This Pussy Belongs To Me i The Dirty Dozens, on "amb músics de jazz i R&B tocant en el fons, [Moore] recitava rimes sexualment explícites i obscenes que sovint tenia a veure amb proxenetes, prostitutes, jugadors i estafadors".
Moore va estar influenciat pels comediants més populars com Redd Foxx i Richard Pryor, així com per tradicionals com The Dozens. Els enregistraments generalment es realitzaven a la pròpia casa de Moore, amb l'assistència d'amics per crear un ambient festiu. Les portades i els continguts de l'àlbum sovint eren massa atrevits per exhibir-se en les tendes de discos, però els discos es van fer populars de boca en boca i van tenir molt èxit en les comunitats afroamericanes desfavorides, on el seu "enginy distorsionat i anti-stablishment van ser abraçats.
Moore va gastar la major part dels seus guanys dels àlbums per finançar la pel·lícula Dolemite, que va aparèixer el 1975 i ha estat descrita com "una de les grans pel·lícules de blaxploitation" de la dècada de 1970. El personatge era "l'últim heroi del ghetto: un tipus dolent, profà, expert en kung-fu, vestit per matar i obstinat a protegir la comunitat de les amenaces malvades. Era un proxeneta amb una camarilla de prostitutes que lluitaven amb kung-fu i era conegut per la seva destresa sexual".
La pel·lícula va ser reeixida i va ser seguida per The Human Tornado, The Monkey Hustle i Petey Wheatstraw: The Devil's Son-in-Law. Moore va continuar llançant àlbums que van atreure a la seva constant base d'admiradors durant les dècades de 1970 i 1980, però poc del seu treball va arribar a l'audiència blanca principal. El seu "salazisme de rima ràpida va excedir els excessos més salvatges" de Foxx i Pryor, i el seu estil altament explícit el va mantenir fora de la televisió i les pel·lícules més importants. Al mateix temps, Moore solia parlar a la seva església i regularment portava a la seva mare a la Convenció Baptista Nacional. Va dir que: "No estava dient paraules brutes solament per dir-les... Era una forma d'art, sketchs en els quals vaig desenvolupar personatges de guetos que maleïen. No vull que em tatxin de vell brut, sinó un imitador del gueto".
Va arribar a ser considerat com una gran influència per moltes estrelles de rap posteriors. Snoop Dogg va dir: "Sense Rudy Ray Moore, no hi hauria Snoop Dogg, i això és real". Moore va aparèixer en l'àlbum de 1990 de Big Daddy Kane Taste of Chocolate i en l'àlbum de 1994 Live 2 Crew Back at Your Ass for the Nine-4. En un episodi de Martin titulat "The Players Came Home", va aparèixer com ell mateix en el personatge Dolemite. També va repetir al seu personatge Dolemite en una aparició en l'àlbum de 1999 de Snoop Dogg No Limit Top Dogg i Busta Rhymes When Disaster Strikes... i Genesis .
El 2000, Moore va protagonitzar Big Money Hustlas, una pel·lícula creada i protagonitzada pel grup de hip-hop Insane Clown Posse, en la qual va interpretar a Dolemite per primera vegada en més de 20 anys. El 2006, la veu de Moore va actuar al programa Sons of Butcher, com a Rudy en la segona temporada. El 2008, va reprendre el personatge de Petey Wheatstraw en la cançó "I Live for the Funk", que va comptar amb Blowfly i Daniel Jordan. Això va marcar la primera vegada que Blowfly i Moore van col·laborar junts en el mateix disc, així com el 30è aniversari de la pel·lícula Petey Wheatstraw ; També va ser l'enregistrament final que Moore va fer abans de la seva mort.
El 19 d'octubre de 2008, Moore va morir a Akron, Ohio, per complicacions de la diabetis. Mai va estar casat; Li van sobreviure la seva mare, dos germans i una germana, filla i nets.

## Llegat
El 7 de juny de 2018, es va anunciar que Craig Brewer dirigiria Dolemite Is My Name a partir d'un guió de Scott Alexander i Larry Karaszewski amb la producció i distribució de Netflix. Eddie Murphy protagonitza la pelicula interpretant a Moore. Més tard aquest mes, es va anunciar la resta de l'elenc principal. Al juliol de 2018, Chris Rock i Ron Cephas Jones es van unir a l'elenc. La filmació va començar el 12 de juny de 2018. L'agost de 2019, es va llançar l'avanç. La pel·lícula es va estrenar en el Festival Internacional de Cinema de Toronto el 7 de setembre de 2019 i va rebre un estrena limitada el 4 d'octubre de 2019, abans de la transmissió digital el 25 d'octubre de 2019.

## Discografia
- Below the Belt (1959)
- Beatnik Scene (1962)
- A Comedian Is Born (1964)
- Let's Eat Together (1970, recorded 1967)
- Eat Out More Often (1970)
- This Pussy Belongs to Me (1970)[19]
- Dolemite for President (1972)
- Merry Christmas, Baby
- The Cockpit
- Return of Dolemite
- Sensuous Black Man
- Zodiac
- I Can't Believe I Ate the Whole Thing
- Jokes by Redd Foxx
- Live in Concert
- The Player—The Hustler
- House Party: Dirty Dozens Vol.1
- The Streaker
- Dolemite Is Another Crazy Nigger
- Sweet Peeter Jeeter
- Turning Point
- Close Encounter of the Sex Kind
- Good-Ole Big Ones
- Hip-Shakin' Papa
- Greatest Hits (1995)
- This Ain't No White Christmas
- Raw, Rude, and Real—More Greatest Hits
- 21st-Century Dolemite (2002)
- Hully Gully Fever
- Genius of Rudy Ray Moore
- Dolemite for President — Special Edition (2008)
- 50 Years of Cussing (2009)

## Filmografia
| Any  | Títol                          | Paper                    | Notes                                      |
| ---- | ------------------------------ | ------------------------ | ------------------------------------------ |
| 1975 | Dolemite                       | Dolemita                 |                                            |
| 1976 | The Human Tornado              | Dolemita                 |                                            |
| 1976 | The Monkey Hu$tle              | Goldie                   |                                            |
| 1977 | Petey Wheatstraw               | Petey                    |                                            |
| 1979 | Disc Godfather                 | Tucker Williams          |                                            |
| 1982 | Penitentiary II                | Marit                    |                                            |
| 1995 | Murder Was the Case: The Movie | Dolemita                 | Curtmetratge                               |
| 1997 | Violent New Breed              | Pastor Williams          | Directe a video                            |
| 1997 | B*A*P*S                        | Nate                     |                                            |
| 1997 | Fakin' da Funk                 | Larry                    |                                            |
| 1999 | Shaolin Dolemite               | Monjo Ru-Dee             | Directe a video                            |
| 1999 | Jackie's Back                  | Chico dolent             | televisió                                  |
| 2000 | Big Money Hustlas              | Dolemita                 | Directe a video                            |
| 2000 | Shoe Shine Boys                |                          |                                            |
| 2002 | The Return of Dolemite         | Dolemita                 | àlies The Dolemite Explosion               |
| 2003 | The Watermelon Heist           | Àngel de la mort         |                                            |
| 2005 | Sons of Butcher                | Rudy el conserge psíquic | Sèries de Televisió Temporada 2, 1 episodi |
| 2005 | Vampire Assassin               |                          |                                            |
| 2007 | A Stupid Movie for Jerks       | Policia                  |                                            |
| 2009 | It Came from Trafalgar         | Dan perillós             | Alliberament pòstum                        |
| 2019 | Dolemite Is My Name            | Ell mateix               | Material d'arxiu; publicació pòstuma       |